# Pelusios upembae
Pelusios upembae là một loài rùa trong họ Pelomedusidae. Loài này được Broadley mô tả khoa học đầu tiên năm 1981.